# Santantônio
Santantônio ou Santo Antônio (não confundir com o santo de mesmo nome) é uma barra (ou conjunto de barras) que os conversíveis e demais carros de teto aberto possuem atrás dos passageiros, para evitar que, em caso de capotagem, os ocupantes sejam esmagados pelo peso do carro.
Muitos conversíveis atualmente dispensam esse acessório, seja por que possuem o pára-brisa reforçado, ou ainda uma versão atualizada do equipamento, que só se posiciona se o carro detectar possibilidade de capotagem. Carros de competição monopostos (F1, Fórmula Indy, GP2 etc) e de turismo são dotados de um conjunto de barras em forma de "gaiola" preso aos seus chassis como item obrigatório de segurança.

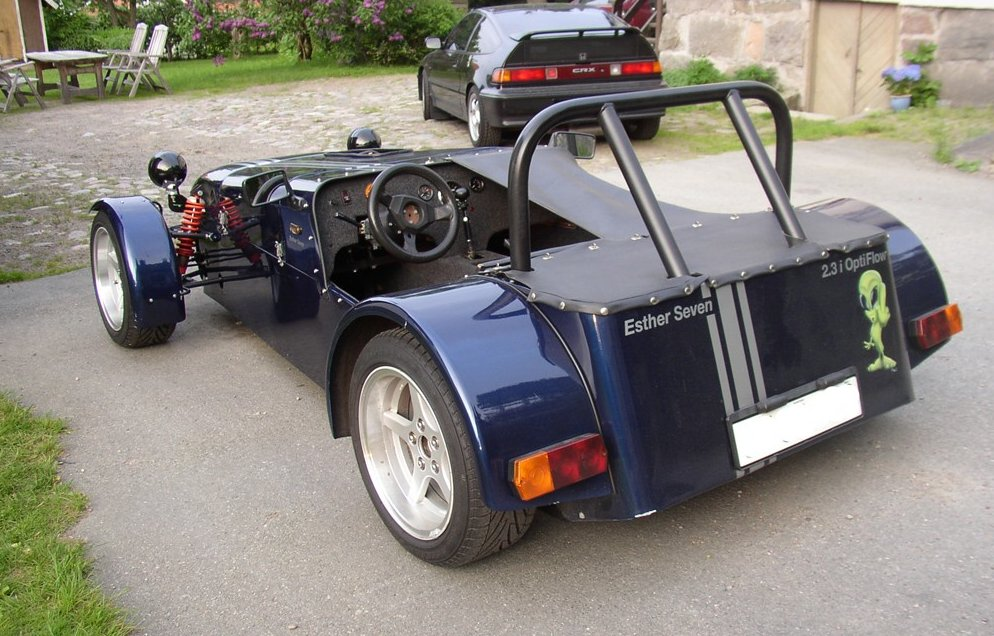
Santantônio em um Esther Seven.
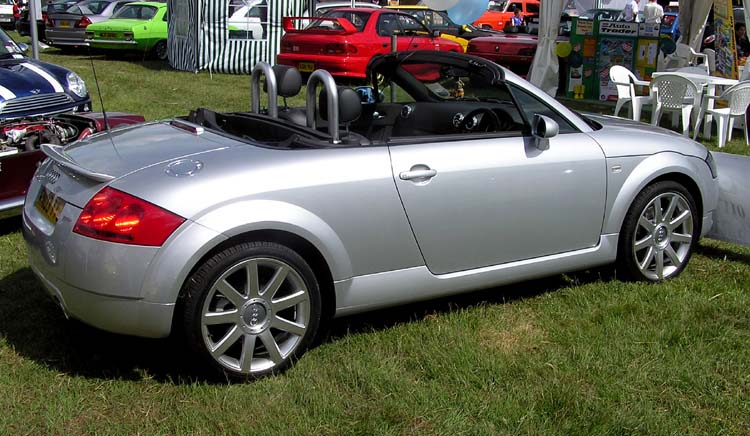
Santantônios individuais em um Audi TT.